# Адмирал Ушаков (лек крайцер, 1952)
Адмирал Ушаков e лек крайцер на ВМФ на СССР от проект 68-бис, „Свердлов“. Заводски номер: 626.

## История на строителството
- 9 ноември 1950 г. – зачислен в списъците на ВМФ.
- 6 февруари 1951 г. – заложен в КСЗ № 194 („Завода А. Марти“, Ленинград).
- 29 юни 1952 г. – спуснат на вода.
- 8 септември 1953 г. – въведен в строй.

## История на службата
- 19 септември 1953 г. – влиза в състава на 8-ми флот.
- 16 – 21 април 1954 г. – визита в Стокхолм.
- През 1955 г. – завоюва наградата на Главкома на ВМФ по артилерийска стрелба.
- 24 декември 1955 г. – преведен в състава на ДЧБФ (Двойно Червенознаменен Балтийски флот).
- 3 ноември 1956 г. – преведен в ЧСФ.
- 1957 г. – преминава изпитания за обезпечение на излитане и кацане на вертолет на борда.
- 5 октомври 1963 г. – преведен в ЧЧФ.
- 18 февруари 1964 г. – изваден от бойния състав на ВМФ, законсервиран и поставен в Севастопол.
- 15 февруари 1971 г. – разконсервирован и въведен в строй.
- от август 1974 г. – модернизиран и преустроен на „Севморзавод“ в Севастопол по проекта 68-А.
- 6 – 12 март 1973 г. – визита в Латакия.
- 15 – 19 октомври 1973 г. – визита в Таранто.
- 19 – 22 октомври 1973 г. – визита в Месина.
- 7 – 10 август 1981 г. – визита във Варна.
- 28 февруари 1983 г. – вторично изваден в резерв и законсервиран в Севастопол.
- 16 септември 1987 г. – разоръжен и изключен от състава на ВМФ.
- 1992 г. – продаден на частна индийска фирма за скрап.

## Командири
- 1966 – 1969 – Барашов, Михаил Захарович
- 1982 – 1984 – Цубин, Александр Сергеевич